# Maria Elżbieta Wittelsbach (Pfalz-Zweibrücken)
Maria Elżbieta Wittelsbach (ur. 7 listopada 1581 w Zweibrücken, zm. 18 sierpnia 1637 w Lauterecken) – księżniczka Palatynatu-Zweibrücken, księżna Palatynatu-Veldenz.
Córka Jana I Wittelsbacha księcia Palatynatu-Zweibrücken i Magdaleny (1553-1633), księżniczki Jülich-Kleve-Berg. Jej dziadkami byli: Wolfgang Wittelsbach i Anna Heska oraz Wilhelma IV, książę Jülich-Kleve-Berg i Maria Habsburg.
17 maja 1601 w Zweibrücken poślubiła Jerzego Gustawa – księcia Palatynatu-Veldenz. Ich potomkami byli:
- Anna Magdalena (1602-1630) – żona Henryka Podiebrada (1592-1639) księcia ziębickiego i oleśnickiego
- Jan Fryderyk (1604-1632)
- Jerzy Gustaw (1605)
- Elżbieta (1607-1608)
- Karol Ludwik (1609-1631)
- Wolfgang Wilhelm (1610-1611)
- Zofia Sybilla (1612-1616)
- Maria Elżbieta (1616-1649)
- Maria Amalia (1621-1622)
- Magdalena Zofia (1622-1691)
- Leopold Ludwik (1625-1694) – hrabia palatyn i książę Palatynatu-Veldenz